# Вашингтон (Калифорнија)
Вашингтон (енгл. Washington) насељено је место без административног статуса у америчкој савезној држави Калифорнија.

## Демографија
По попису из 2010. године број становника је 185.
| Група             | 2000.    | 2010.       |
| Белци             | 0 (0,0%) | 161 (87,0%) |
| Афроамериканци    | 0 (0,0%) | 1 (0,5%)    |
| Азијати           | 0 (0,0%) | 0 (0,0%)    |
| Хиспаноамериканци | 0 (0,0%) | 11 (5,9%)   |
| Укупно            | 0        | 185         |